# Thập niên 280 TCN
Thập niên 280 TCN hay thập kỷ 280 TCN chỉ đến những năm từ 280 TCN đến 289 TCN.